# Кацушика Хокусай
Кацушика Хокусай (на японски: 葛飾 北斎) е японски художник, гравьор и автор на укийо-е от периода Едо. Творчеството му е повлияно от Сешу Тойо, както и от китайското изобразително изкуство.
Родом от Едо (днес Токио), Хокусай е най-известен с поредицата печатни графики „Тридесет и шест изгледа към Фуджи“ („富嶽三十六景“, около 1831), включваща неговия световноизвестен шедьовър „Голямата вълна край Канагава“. Макар и по-ранните му работи да са значими, именно с тази поредица той получава широко признание както в Япония, така и по света. Тя оказва съществено влияние върху европейското изкуство. Хокусай създава „Тридесет и шест изгледа“ както в отговор на туристическата мода в страната, така и като част от личната си привързаност към връх Фуджи. Именно тази поредица, особено „Голямата вълна“ и „Южен вятър, ясно небе“, донасят славата на Хокусай в Япония и по света. По думите на историка Ричард Дъглас Лейн, „ако има една творба, изградила репутацията на Хокусай, както в Япония, така и в чужбина, това трябва да е тази монументална поредица печатни графики“.

## Биография

### Ранни години
Датата на раждане на Хокусай е неясна, но често е приемана за 23-тия ден на 9-ия месец на 10-ата година на ерата Хореки (31 октомври 1760 година). Той се ражда в занаятчийско семейство в района Кацушика на град Едо (днес Токио), столицата на шогуните Токугава. Рожденото му име е Токитаро – „таро“, защото е първи син, и „токи“, за да се подчертае, че е роден в година на дракона по китайския календар. През своя живот той използва най-малко 30 различни имена. Макар използването на различни имена да е обичайно за японските художници през този период, броят на имената, използвани от Хокусай, е значително по-голям от този при всеки друг по-значим художник. Промените им са толкова чести, а и обикновено са свързани с промяна в стила му, поради което обикновено се използват за периодизацията на живота му.
Предполага се, че бащата на Токитаро е Накаджима Исе, майстор на огледала, който работи за шогуните. Баща му не прави Токитаро свой наследник, така че е възможно майка му да е наложница. Токитаро започва да рисува около шестгодишен, може би учейки се от бащата, чиято работа включва и рисуването на украса по контура на огледалата.
Когато е на 12 години, Токитаро е изпратен от баща си да работи в книжарница и наемна библиотека – разпространена в тогавашните японски градове институция, където представители на средните и висшите класи се забавляват с четенето на книги, отпечатани с дървени заготовки. На 14 години Токитаро става чирак на гравьор на дърво, при когото работи до осемнадесетата си година. След това е приет в ателието на Кацукава Шуншо, автор на укийо-е, характерен японски жанр рисунки и печатни графики. Основен сюжет в укийо-е на художници като Шуншо са портрети на придворни и актьори от театъра кабуки, популярен в японските градове по това време.
След година работа при Шуншо, Токитаро за пръв път променя името си – неговият учител го нарича Шунро. Под това име той публикува първите си печатни графики, поредица рисунки на актьори от кабуки, издадена през 1779 година. През следващото десетилетие той работи в ателието на Шуншо и се жени за първата си съпруга, за която не е известно почти нищо.

### Начало на самостоятелна дейност
След смъртта на Шуншо през 1793 година Хокусай започва да изучава други стилове в изкуството, включително китайски и европейски, с които се запознава чрез френски и нидерландски гравюри, които успява да придобие. Малко по-късно той е изгонен от школата Кацукава от Шунко, водещият ученик на Шуншо, може би заради това, че посещава и конкурентната школа Кано. Според собствените му думи, това събитие му оказва вдъхновяващо въздействие: „Това, което наистина мотивира развитието на моя художествен стил, беше унижението, което претърпях от страна на Шунко“. С напускането на Кацукава Хокусай променя и сюжетите на своите работи, отказвайки се от портретите на придворни и актьори, традиционната тематика на укийо-е. Вместо това той се насочва към пейзажа и изображения на всекидневния живот на хората от всички обществени слоеве. Тази промяна се оказва решаваща за развитието на укийо-е и на кариерата на самия Хокусай.
В началото на 90-те години първата съпруга на Хокусай умира. През 1797 година той се жени повторно, но и втората му жена умира малко по-късно. От двата си брака той има двама сина и три дъщери. Най-малката му дъщеря Сакае, известна също като Ои, също става художничка.
През следващите години Хокусай се сближава с школата Таварая и използва името Таварая Сори. По това време той рисува главно картини с четка, наричани суримоно, и илюстрации за „киока ехон“, илюстрирани книги с хумористични стихове. През 1798 година той предава името си на свой ученик и, приемайки името Хокусай Томиса, за пръв път става независим художник, необвързан с определена школа.
В самия край на XVIII век Хокусай продължава да развива своя стил на укийо-е с непортретна тематика. През 1800 година той приема и името, с което е най-широко известен – Кацушика Хокусай. Първото име е това на квартала на Едо, в който е роден, а второто означава „северно ателие“. През същата година той издава два сборника с пейзажи, „Известни гледки от Източната столица“ и „Осем изгледа от Едо“. По това време той започва да набира и собствени ученици, като до края на живота си обучава общо около 50 художници.

### Творчески възход
През следващото десетилетие популярността на Хокусай се увеличава, както поради качествата на неговите работи, така и поради умението му да се саморекламира. Той участва в състезание в двора на шогуна Токугава Иенари с художник, използващ по-традиционни техники. Хокусай създава своята картина пред шогуна, рисувайки синя крива линия по хартия, през която след това подгонва кокошка с натопени в червена боя крака. Той описва получената картина като пейзаж, изобразяващ река Тацута с червени кленови листа във водите ѝ, с което печели състезанието.
През 1807 година Хокусай работи съвместно с известния писател Такидзава Бакин върху поредица от илюстрирани книги. Те прекъсват сътрудничеството си, докато работят върху четвъртата книга, поради художествени противоречия. Издателят, принуден да избира между двамата, предпочита да продължи работата с Хокусай, което показва значението на илюстрациите за печатните книги от този период.
Хокусай следи внимателно отпечатването на свои произведения. Запазени са две негови писма до издателите и гравьорите, работещи по отпечатването на негови гравюри в „Тошисен Ехон“, японско издание на известна китайска поетична антология. Хокусай пише на издателя, че гравьорът Егава Томекичи, с когото той е работил и преди и когото уважава, се е отклонил от стила на Хокусай при изготвянето на някои печатни глави. Той пише и направо до друг гравьор, работещ по проекта, Сугита Кинсуке, заявявайки му, че не харесва стила на школата „Утагава“, в който Кинсуке е гравирал очите и носовете на определен образ, и че в окончателния тираж ще трябва да бъдат направени промени, съответстващи на оригиналния стил на Хокусай. В това писмо той прилага илюстративни примери на двата стила на изобразяване на очи и носове. Издателят се съгласява да направи исканите промени, въпреки че стотици копия на книгата вече са отпечатани.
През 1811 година, вече 51-годишен, Хокусай променя името си на Тайто и започва работа върху сборниците с графики с разнообразна тематика, известен като „Хокусай Манга“, и върху учебници по рисуване (етехон). Тези учебници, първият от които е „Бързи уроци по опростено рисуване“ от 1812 година, са удобен начин за печелене на пари и привличане на нови ученици.
„Хокусай Манга“ включва 12 тома, издадени между 1814 и 1820 година, както и три тома, публикувани посмъртно. Те включват хиляди етюди, скици, карикатури и рисунки на животни, религиозни водачи и обикновени хора, често с хумористичен оттенък. Поредицата придобива голяма популярност при публикуването си, като оказва силно влияние върху развитието на съвременния комиксов жанр манга. По-късно Хокусай публикува и същински четирипанелни комикси.
На 5 октомври 1817 година Хокусай рисува пред публика в храма „Хонганджи Нагоя Бецуин“ в Нагоя изображение на Дарума с размери 18 × 10,8 метра, за което получава прозвището Дарусен. Макар че оригиналът на картината е унищожен по време на Втората световна война, до днес са запазени рекламни листовки с нейни копия, а по повод 200-годишния юбилей от създаването ѝ е възстановена реплика с оригиналните размери, използваща автентични техники и материали.

### „Тридесет и шест изгледа към Фуджи“
През 1820 година Хокусай приема поредното си ново име – Иицу, – с което поставя началото на период, в който се утвърждава като един от най-известните художници на Япония. Най-известното му произведение – „Тридесет и шест изгледа към Фуджи“, – включващо „Голямата вълна край Канагава“, е създадено в началото на 30-те години. Резултатът от експериментите на Хокусай с перспективата в „Манга“ е видим в „Голямата вълна край Канагава“, където той използва ефекти, сходни със западната перспектива, за да представи дълбочина и обем. Картината става толкова популярна, че Хокусай добавя към първоначалната поредица още десет гравюри.
Серията печатни графики е изработена между 1830 и 1832 година, когато Хокусай е вече над 70-годишен и е достигнал върха на творческия си потенциал. Публикувана е от Нишимура Йохачи. От тази поредица са три от най-известните му творби – „Голямата вълна край Канагава“, „Южен вятър, ясно небе“ и „Буря под върха“. Серията е приета като „несъмнения шедьовър“ на Хокусай.
„Голямата вълна край Канагава“ изобразява три рибарски лодки, застрашени от огромна вълна на фона на върха на планината Фуджи. Въпреки че често е интерпретирана като цунами, малко вероятно е Хокусай да е искал да изобрази точно този природен феномен. По-скоро той желае да внуши мощта на морската стихия, както и властта, която морето има над рибарите.
Всяка графика е направена по традиционния начин: първо се изработва хартиен ескиз, по който се издялва дървена плочка. След това плочката се покрива с цветно мастило и се прави отпечатък върху хартия. Именно отпечатъкът е крайният продукт. Сложността при принтовете на Хокусай идва от големия брой цветове, тъй като всеки цвят изисква изработването на отделна дървена плочка, а след това внимателно налагане на цветовете, за да се завърши графиката.
Тридесет и шестте изгледа не са единствената серия, които изобразява Фуджи. Андо Хирошиге също прави тридесет и шест изгледа от Фуджи, докато Хокусай по-късно прави и втора серия от сто изгледа от планината.
Други популярни поредици на Хокусай от този период са „Обиколка на водопадите в провинциите“, „Океани от мъдрост“ и „Необичайни изгледи от известни мостове в провинциите“. Той издава и поредици с детайлни изображения на отделни цветя и птици, сред които изключително подробните „Макове“ и „Ято пилета“.

### Последни години
След 1834 г. Хокусай твори под псевдонима Гакьо Роджин („Старец, който е луд по рисуването“). В този период Хокусай прави и своята втора поредица от знаменателни планински пейзажи – „Сто изгледа от Фуджи“.
В послеписа на тази своя творба, Хоусай споделя:
От шестгодишна възраст изпитвам страст към копирането на форми и от петдесетгодишен съм публикувал много рисунки, но въпреки това от всичко, което съм нарисувал докъм седемдесетгодишнината ми, няма нищо, което си струва да се забележи. Едва на седемдесет и три години успях отчасти да разбера структурата на животните, птиците, насекомите и рибите, както и живота на тревите и растенията. И така, на осемдесет и шест ще продължа да се развивам, на деветдесет ще успея да проникна по-дълбоко в тяхното тайнство и към стогодишна възраст вероятно ще успея да постигна нивото на чудесното и божественото. Когато съм на сто и десет всяка точка, всяка линия, ще има свой собствен живот.
През 1839 г. пожар унищожава ателието на Хокусай и голяма част от заготовките и ескизите му. По това време кариерата му вече започва да залязва и млади творци като Андо Хирошиге набират популярност. На 83 години Хокусай пътува до Обусе в провинция Шинано по покана на богат селянин на име Такаи Козан, при когото остава в продължение на няколко години. При този престой той създава някои от своите шедьоври като „Мъжка вълна“ и „Женска вълна“. Хокусай не спира да твори до края на живота си и успява да завърши „Поток с патици“ на 87-годишна възраст.
Перфекционист до последния си дъх, Хокусай възкликва на смъртното си ложе: „Ако Небето ми даде още десет години... или още пет, тогава ще стана истински художник“. Хокусай умира на 10 май 1849 г. (по традиционния японски календар – 18-ия ден от четвъртия месец на втората година от епохата Каеи) и е погребан в храма „Сейкьоджи“ в Едо.

## Творчество
Хокусай има постижения в различни области на изобразителното изкуство. Той създава илюстрации на книги и печатани гравюри върху дърво, скици и рисунки в продължение на повече от 70 години. В историята на японското изкуство той е сред ранните експериментатори със западната линейна перспектива.
Хокусай има продължителна кариера, но създава повечето от важните си произведения след 60-годишна възраст. Най-известна сред тях е укийо-е поредицата „Тридесет и шест изгледа към Фуджи“ („富嶽三十六景“), създадена между 1826 и 1833 година, която в действителност се състои от 46 печатни гравюри, 10 от тях добавени след първоначалното издание. Освен това той е автор на поредицата „Сто изгледа от Фуджи“ („富嶽百景“, 1834), „обикновено смятана за шедьовъра сред пейзажните му картинни сборници“. Работата на Хокусай в жанра укийо-е цялостно го трансформира от първоначалната му насоченост към портрети на куртизанки и актьори към по-широк кръг сюжети, като пейзажи, растения и животни.
Както изборът на псевдоним на Хокусай, така и честото присъствие на планината Фуджи в картините му, се свързва с неговите религиозни възгледи. Името „Хокусай“ означава „северно ателие“, съкращение от „Хокушинсай“, „ателие на северната звезда“ – Хокусдай е член на будистката секта на Ничирен, която свързва Северната звезда с божеството Мьокен. Планината Фуджи традиционно се свързва с вечния живот – това вярване се проследява до Историята на Такетори от X век, в която богиня поставя на върха на планината еликсир на живота.
Най-обемното произведение на Хокусай е 15-томния сборник „Хокусай Манга“ („北斎漫画“, 1814). Той включва почти 4 хиляди скици на животни, хора, предмети и други. Въпреки неговото наименование, сборникът не е пряк предшественик на съвременния комиксов жанр манга и стилът му силно се отличава. Хокусай твори и в жанра шунга – отпечатани гравюри с еротичен сюжет, разновидност на укийо-е.
- „Южен вятър, ясно небе“, 
 от „Тридесет и шест изгледа към Фуджи“
- „Водопадът Кирифури и планината Куроками в Шимоцуке“,
от „Обиколка на водопадите в провинциите“
- „Кукувица и азалии“
от „Малки цветя“
- „Духът от фенера“,
от „Сто разказа за духове“
- „Спяща куртизанка“
- „Натюрморт“
- „Река Йодо“,
от „Сняг, Луна, цветове“
- „Мостът Тенма в провинция Сецу“,
от „Необичайни изгледи от известни мостове в провинциите“
- „Чоши в провинция Шимоса“,
от „Океани от мъдрост“
- „Фуджи от Готеняма на Токайдо при Шинагава“,
от „Тридесет и шест изгледа към Фуджи“[32]
- „Езерото Сува в провинция Шинано“,
от „Необичайни изгледи от известни пейзажи“
- „Шаран, изкачващ се по водопад“

## Наследство
Влиянието на Хокусай достига до Западна Европа от XIX век, където работите му стават част от вълната на японизма, мода на японското изкуство и най-вече на укийо-е. Сред първите му почитатели е художникът Феликс Бракмон, който през 1856 година попада при парижкия си печатар на копие на „Хокусай Манга“. През следващите десетилетия Хокусай оказва влияние върху развитието на ар нуво, както и на по-широкото движение на импресионизма, с мотиви, отразяващи негови произведения, появяващи се в работи на водещи художници, като Клод Моне и Пиер-Огюст Реноар. По това време много известни западни художници колекционират негови гравюри – Едгар Дега, Пол Гоген, Густав Климт, Франц Марк, Аугуст Маке, Едуар Мане, Винсент ван Гог. По думите на американски японист и изкуствовед Ричард Дъглас Лейн за Хокусай, „от края на XIX век той впечатлява западните художници, критици и любители на изкусвото, повече, може би, от всеки друг отделен азиатски художник“.
И в наши дни работите на Хокусай продължават да се излагат в различни части на света. Така през 2005 година Токийският национален музей организира изложба на негови произведения, която се превръща в най-посещаваната изложба в Япония през тази година. През 2017 година Британският музей провежда изложба на късни произведения на Хокусай.
Хокусай вдъхновява спечелилия награда „Хюго“ научнофантастичен разказ на Роджър Зелазни от 1958 година „24 изгледа от планината Фуджи на Хокусай“, в който главният герой пътува в областта на Фуджи, спирайки на местата, рисувани от Хокусай в известната му поредица.